# 続・拝啓天皇陛下様
『続・拝啓天皇陛下様』（ぞく はいけいてんのうへいかさま）は、1964年1月1日に公開された喜劇映画。松竹製作。同時上映は『モンローのような女』。
前年に公開された『拝啓天皇陛下様』の続編であり、同じ年に公開された『拝啓総理大臣様』と3部作で「拝啓天皇陛下様シリーズ」を構成している。

## 概要
前年の『拝啓天皇陛下様』と同じく、棟田博の兵隊小説・拝啓天皇陛下様を原作としているが、「軍隊は天国だと思っている純朴な男」というコンセプト以外は、全く異なるストーリーであり、続編ではない。脚本家として山田洋次が名を連ねている。
主人公である山口善助は軍犬兵であるが、オープニングのスタッフクレジットには、登場する犬（起用された犬は全て警察犬）の名前全てが表記されている。

## あらすじ
子供の頃から器量が悪い山口善助。家族は食べた魚の中毒で既に亡くなっている。汲み取り屋をやっていたことから「ウンコの善さん」とからかわれるが、そんな彼にも召集令状が届く。善助を朋友と慕う華僑の王夫妻に髪を切ってもらい、入隊する善助。
入隊以降6年もの間一等兵から出世出来ず、「モサクレ」と揶揄される善助は、配属された北支の軍犬部隊にて、善助に大変懐き、賢い軍犬・トモハルと出会う。やがて終戦を迎えるが、善助はトモハルを泣く泣く置き去りにして日本に帰国せねばならなかった。
そして京都を訪れ、かつてトモハルの飼い主であり、戦後は没落した元華族の未亡人ヤエノに人生を捧げようと決意する。しかし善助が米兵と喧嘩し懲罰として沖縄送りになっている間に、ヤエノの夫はシベリア抑留から復員し、善助の淡い恋も潰える。
善助は同じスラム街に住む、少し頭は弱いが純粋な心を持つケイ子と結婚するのだが・・

## 出演
- 山口善助：渥美清
- 子供時代の善助：桑原富久
- 久留宮ヤエノ：久我美子
- 久留宮良介：佐田啓二（特別出演）
- 恵子：宮城まり子
- 女子先生：岩下志麻（特別出演）
- 王万林：小沢昭一
- 美理：南田洋子
- 加仁班長：藤山寛美
- 高見一等兵：勝呂誉
- 渋川中隊長：浜村純
- パンパンの朱実：春川ますみ
- 産婦人科医：高橋とよ
- 壊し屋の男：田中邦衛
- 米軍通訳：ミッキー安川
- 黒人兵：ロベルト・バルボン（阪急ブレーブス）
- 刑事：加藤嘉

## スタッフ
- 製作：白井昌夫
- 原作：棟田博「拝啓天皇陛下様」
- 企画：市川喜一、高島幸夫
- 脚本：野村芳太郎、多賀祥介、山田洋次
- 音楽：芥川也寸志
- 撮影：川又昻
- 美術：宇野耕司
- 編集：浜村義康
- 録音：栗田周十郎
- スチル：小尾健彦
- 照明：三浦礼
- 監督：野村芳太郎